# 신간삼략언해
《신간삼략언해》(新刊三略諺解)는 중국 병법서 《삼략》의 언해본이다. 대한민국 대구광역시에 있으며 2013년 10월 30일 대구광역시의 유형문화재 제68호로 지정되었다.

## 개요
이 책은 중국의 고대 군사이론서인 《삼략》(三略)을 이상징(李商徵)이 언해(諺解)하여 1711년에 충청도 홍주(洪州)의 신평(新坪)에서 개간(開刊)한 것이다. 책의 내용은 전쟁의 기본태도, 목적, 성질 분석, 전쟁과 정치경제의 관계 등이 간명하게 기술되어 있다. 현재까지 밝혀진 《삼략》의 언해본 중에서는 그 시기가 가장 앞서는 판본으로 18세기 초반의 한글 표기 특징과 어휘의 변화 양상을 살펴볼 수 있어서 중요한 학술적 가치가 있다.

## 참고 문헌
- 신간삼략언해 - 국가유산청 국가유산포털